# 岡田武彦記念館
岡田武彦記念館（おかだたけひこきねんかん、正式名称：秋月書院關雎學舎 岡田武彦記念館）とは、岡田武彦を顕彰・記念するために建てられた、研修施設付きの記念館である。
※但し、現在は解説員不在のため休館中。

## 岡田武彦記念館の紹介

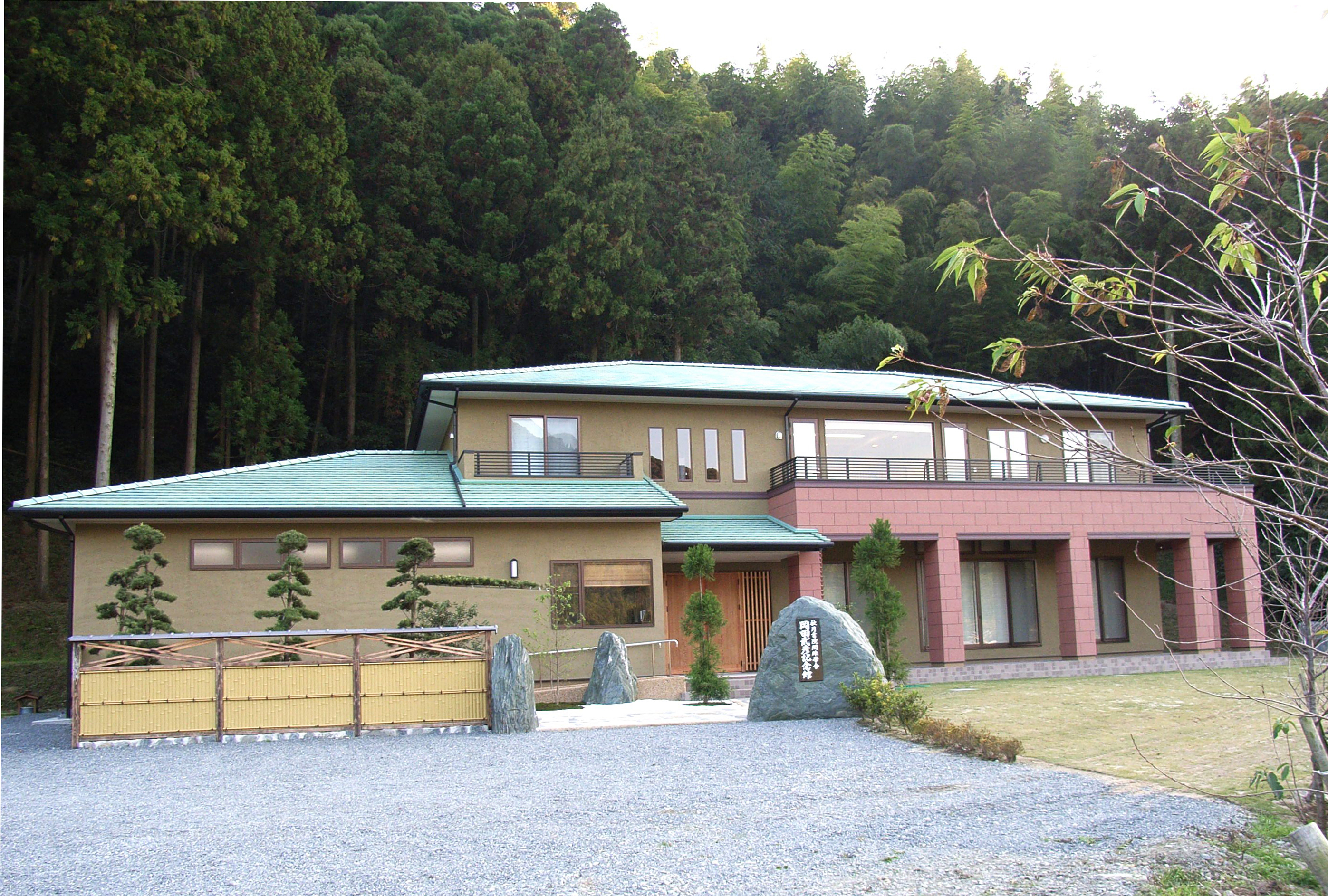
秋月書院關雎學舎
「岡田武彦記念館」全景

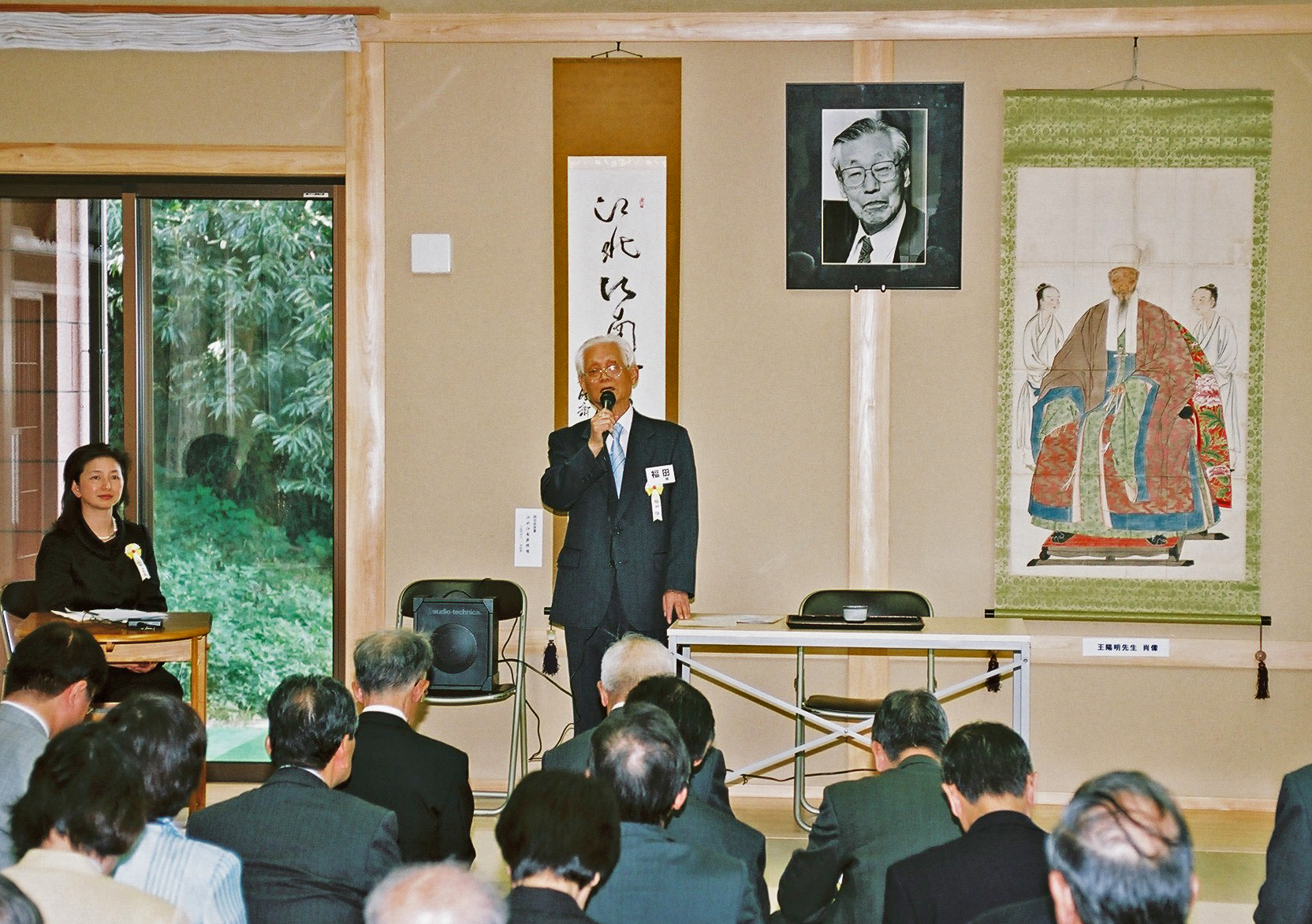
平成19年(2007)10月13日
開館記念講話
講師：福田殖 岡田武彦顕彰会代表

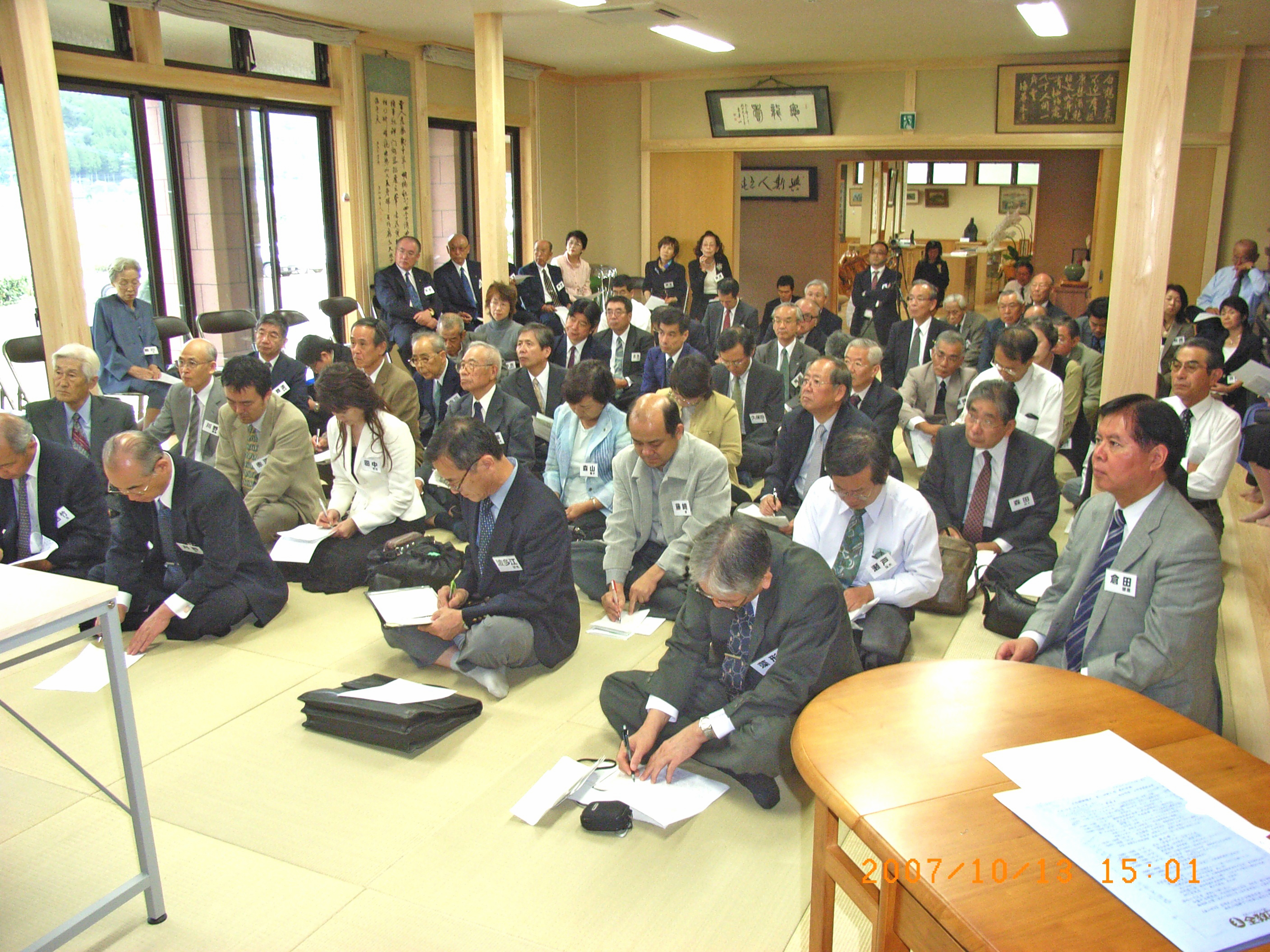
同上 聴衆

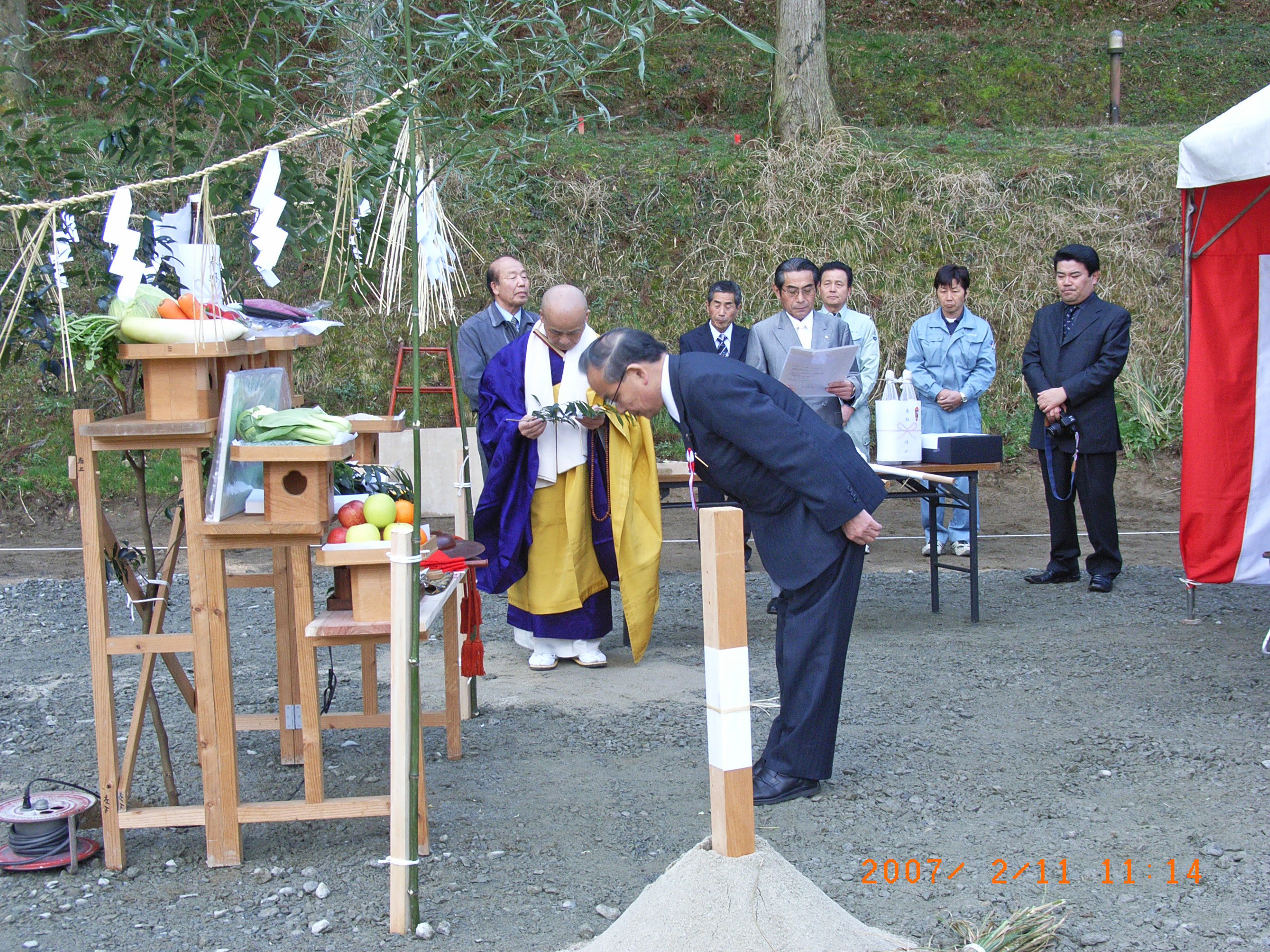
岡田武彦記念館 起工式風景①

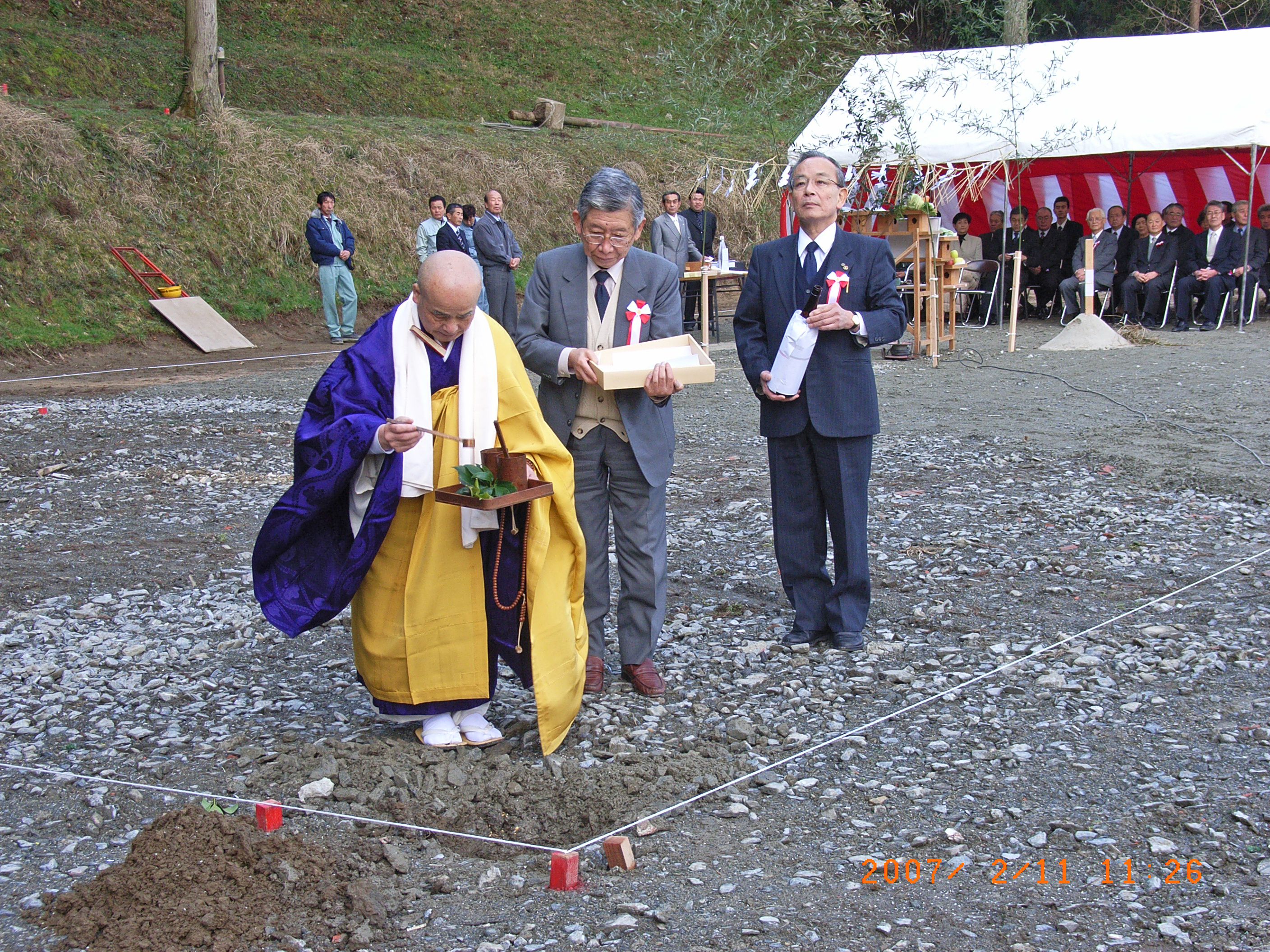
岡田武彦記念館 起工式風景②

秋月書院關雎學舎「岡田武彦記念館」は平成19年（2007）10月13日に開館した。
儒学者で九州大学名誉教授だった岡田武彦博士の功績をたたえようと弟子の篤志家が建てたもので、和風2階建て延べ436平方メートル。1階は研修室を兼ねた大広間や岡田の蔵書約2万冊を収めた書庫、書画・掛け軸や骨董・印章などを置いた展示室、岡田宅にあった書斎の再現、浴室などがあり、2階には談話室や宿泊室（5部屋）、厨房などがある。同館運営のため、長年教えを受けた民間の勉強会「東洋の心を学ぶ会」を中心に、特定非営利活動法人「岡田武彦記念館・秋月書院關雎學舎」が設立されている。
NPO法人 ポータルサイト「岡田武彦記念館・秋月書院關雎學舎」。

## 記念館の所在地
旧甘木市中心部から秋月の城下町に向かう国道322号線を北上し、秋月に入る少し前で小石原川を越えた直後の長谷山交差点を右折、江川ダムに向かう国道500号線に入ってしばらく進むと、右手に青屋根で白く塗られたペンション風の建物が見える。これはグリーンクロス研修所で、隣り右側の緑屋根の和風二階建てが「岡田武彦記念館」である（『岡田武彦記念館ご案内』小冊子より。岡田武彦については Wikipedia 岡田武彦を参照）。

## 岡田武彦のプロフィール
岡田は1908年（明治41年）、姫路市白浜町生まれ。旧制姫路高等学校を経て1934年（昭和9年）、九州帝国大学法文学部支那哲学科（当時）を卒業し、宮崎県立延岡中学校（旧制）や福岡県立修猷館高校などの教諭を歴任した後、1949年（昭和24年）に九州大学助教授、1958年（昭和33年）に同大学教授となった。1960年（昭和35年）に文学博士、1966年（昭和41年）には6ヵ月間、米国コロンビア大学客員教授を務め、1969年（昭和44年）に九州大学教養部長の後、1972年（昭和47年）に九州大学を定年退官。九州大学名誉教授、中華学術院栄誉哲士。退官後も西南学院大学や活水女子大学などで1989年（平成元年）まで教鞭を執った
また、1986年（昭和61年）から1996年（平成8年）の間、中国浙江省社会科学院などの関係学者を先導に五次にわたって中国全土の王陽明遺跡を探訪し、王陽明生誕地や逝去地などにおける記念碑建立、建造物修復などに中国側を支援して尽力した。一方、退官後からは民間の勉強会である福岡市の「東洋の心を学ぶ会」や小郡市の「思遠会」などで儒学を主体とした東洋思想の講義を精力的に続けた。
2000年（平成12年）11月に西日本文化賞（学術文化部門）を受賞。
2004年（平成16年）10月17日、95歳で逝去。
（『岡田武彦記念館ご案内』小冊子より引用）

## 「秋月書院關雎（かんしょ）學舎」 命名の由来
岡田武彦記念館は、福岡県の小京都といわれる朝倉市秋月の郊外にあり、正式名称は「秋月書院關雎學舎 岡田武彦記念館」である。ではなぜ秋月書院關雎學舎と付されているのか、命名の由来を説明する。
岡田は生前、秋月の自然と文化を愛し、日向石にある「東洋の心を学ぶ会」の会員、青山明経営の㈱グリーンクロス研修所に設けた「生々精舎」をしばしば訪問。ここで岡田著『王陽明抜本塞源』の講義も行われた。記念館はこの想い出の秋月の生々精舎と同じ敷地に建てられた。
書院とは、前近代に中国や韓半島で普及した一種の学校だが、日本では江戸時代に藩校、塾、寺子屋などとして展開した。しかし、近代化後の欧米をモデルとした教育改革によって、書院教育は表舞台から姿を消した。岡田はこの教育的遺産を現代教育の中に活用したいという悲願をもって文献研究や実地踏査を敢行し、最晩年には福岡市に「簡素書院」が開設され、岡田は書院長として1999年（平成11年）7月より2003年（平成15年）9月まで活動を続けた。
岡田は、いつか本格的な書院を開設した時には、それに「關雎書院」と命名したいとの考えがあった。關雎學舎の「關雎」は、中国古典『詩経』巻頭第一篇にある「國風」→「周南」→「關雎」を典拠とする。その最初の二句が「關關雎鳩在河之洲」（関関たる雎鳩〈カンカンと鳴くみさご〉は河の洲に在り）「窈窕淑女君子好逑」（窈窕たる淑女は君子の好き逑〈つれあい〉）である。岡田と家族ぐるみの親交があった目加田誠博士は、この詩を「カンカンと連れ鳴くみさご、河の洲に。たおやかのよき乙女こそ、よきひとに。」と訳している。
門下生たちは岡田の思いを汲み、記念館に「秋月」と「関雎」を付与し、書院としての学び舎としたのである。（小冊子『岡田武彦記念館ご案内』より引用）